# イルフプラザ
イルフプラザは長野県岡谷市にある再開発ビルである。衣料品店「カネジョウ」の入居する棟（イルフプラザ）と、アミューズメント施設と市営駐車場の棟（イルフプラザアミューズメント）からなる。

## 歴史

### おかや東急百貨店の開業
岡谷市の市街地再開発事業の一つである中央町A地区第一種市街地再開発事業(施工面積:約1.9ha、総事業費:約124億円)でララオカヤ・アピタ岡谷店と並ぶ岡谷市の核となる商業施設として整備され、1997年（平成9年）9月26日にながの東急百貨店が子会社として設立したおかや東急百貨店を核店舗として開業。

### 東急撤退と市による改装
おかや東急百貨店は、商圏規模の小ささなどが影響して売上高が目標の45億円を大きく下回る32-33億円と伸び悩み、年4億円程度の赤字が2･3年続いた結果、累積赤字が約15億円に膨らんでいた為、東急グループの不採算店閉鎖の一環で進出からわずか4年7ヶ月の2002年（平成14年）4月30日に撤退した。
東急撤退に伴う中心市街地の空洞化や市民生活への悪影響を懸念した岡谷市が2002年（平成14年）3月に建物の取得を決定し、他の百貨店や大手スーパーなどに後継テナントとしての出店を依頼したが実現せず、2002年（平成14年）6月に近隣にあった地元の老舗衣料品店のカネジョウが本店を移動させる形で入居して新たな核店舗となり、食品売場は商業施設のコンサルタントを使って招致した食品スーパーが後継となり、従来からのテナント共に再スタートを切った。
そして土地と建物の大半を2002年（平成14年）11月に岡谷市が約1億1580万円で取得して、中心市街地商業等活性化総合支援事業費補助金(約3.73億円)などを受けて総事業費約18億5431万円で整備し、2003年（平成15年）3月に全館開業した。
この改装後は3階に生涯学習センター（カルチャーセンター）、4階に子育て支援施設こどものくにという市の施設を開いて空きフロア対策と集客を兼ね、4階の一部を飲食フロアとした。

### 改装後の低迷と核店舗･準核店舗の変化
核店舗のカネジョウの売場面積が開業当初で2,494.75m2でおかや東急百貨店(約10,000m2)の約4分の1と小さく、3･4階の多くを公共施設に転用して商業施設としての面積も半分近い5,814m2になったため、それに比例して売上高は開業当初から月1-2階合計で1.3億円と東急時代の約半分に留まり、賃料も周辺の半額としたものの採算スレスレの厳しい状況が続いた。
その結果、2005年（平成17年）7月3日に食品売場の後継で準核店舗である食品スーパーの「岡谷わいわい旬鮮市」が親会社の経営悪化に伴い閉店して撤退することになったため、出店に伴う改装費用のうち躯体に関連する分を大家分として負担するとの名目で岡谷市が改装費1億3900万円のうち4900万円を負担すると共に、出店に伴って退去するテナントや隣接する売場に移転するために一時売場を閉鎖するテナントへの保証も岡谷市が負担する条件で、同年9月23日に後継として別の食品スーパーさえき岡谷食品館を5年契約で招致して開業させ、食品売場の消滅を一時的なものにとどめた。
しかし、2010年（平成22年）には6月と8月に核店舗のカネジョウが合計で売場面積の12%(316.68m2)を市に返却して縮小し、9月には準核店舗のさえきが、目標売上を年1000-2000万円下回っていることや地盤である関東圏から離れた出店で輸送費などのコストが嵩んでいる等の理由で、契約を1年に短縮するよう求めたのを説得して2年間の契約延長にようやく漕ぎ着けるなど、商業施設の中核である2店が共に経営的に厳しい状況にあることが相次いで表面化した（さえきは契約満了後に撤退し、跡地には「イルフ岡谷食品館」が入居している）。

## カネジョウ
イルフプラザのメインテナント。キャッチコピーは「あなたの夢が生きている 夢のデパート カネジョウ」。
百貨店の後継テナントとして、中元･歳暮などの贈答品需要への対応を行い、諏訪市のまるみつ百貨店閉店後はその周辺エリアからの需要確保も狙った戦略を採っている。
しかし、業績の低迷が続いて2010年（平成22年）に経費削減を狙って売場面積の12%を返上したため、現在の売場面積は2,178.07m2でおかや東急百貨店(約10,000m2)の約5分の1に縮小している。

### カネジョウの沿革
- 1885年（明治18年） - 小口商店として岡谷市銀座に設立[12]
- 1950年（昭和25年） - 株式会社金上小口商店設立[12]
- 1964年（昭和39年）  - 岡谷市中央町に東店を出店[12]
- 1966年（昭和41年） - 株式会社　カネジョウを設立し、中央町ビルオープン
- 2002年（平成14年）6月 - イルフプラザに出店[4]
- 2010年（平成22年） - 売場面積の12%を返上して規模を縮小[4]
- 2021年（令和 3年）-事業承継によりＣＦＯジャパングループ（現 地域共創基盤グループ）入り
- 2025年（令和 7年）- 6月14日から「カネジョウ140年の歴史」展開催

## フロア案内

### 1階[13]
- イルフ岡谷食品館 - 食料品、日用雑貨
- おかず工房 - 仕出し弁当（食品館内）
- 値色後（ネイロアート） - 古着＆アウトレット衣類[14]
- ぴーく・あ・ぼー - 婦人服
- カルフール - 婦人服
- ヘアハウスＧＴ - 美容院
- サンジェルマン - パン・喫茶・お食事
- いまい接骨院 - 接骨院
- Tフロンティア-婦人服
- 花サンイルフ店 - 切り花・花鉢
- 美容室マルシェ - 美容院
- 絹の都 - 婦人服・シルク製品
- LCV岡谷支局 - FM放送サテライト・インターネット
- 長野證券岡谷支店 - 証券会社
- GLYCINE - ドライフラワー、造花、花瓶、雑貨

### 2階
- カネジョウ - デパート（衣料、寝具、呉服きんれい）
- カーブス岡谷店
- sabasaba - エスニック雑貨
- ひかりサロンwagaya　-リハビリ
- Masis - ネイル、アイラッシュ、カフェ、ネイルスクール
- でに夢-　ハンドメイドショップ、ギャラリー、洗馬焼（閉店等営業状況不明）

### 3･4階
- 岡谷市教育委員会生涯学習活動センター（3・4階）
- 岡谷市役所イルフプラザ出張所（3階-火曜日休）
- 岡谷市子育て支援館「こどものくに」（4階）
  - 営業時間：9：30-17：30（第2火曜日・年末年始休業）
- レストラン街（4階）
  - 中国名菜　湖苑
  - cafeいちごジャム
  - そば処 さゝ乃
  - ごはん屋おおべえ

## イルフプラザアミューズメント

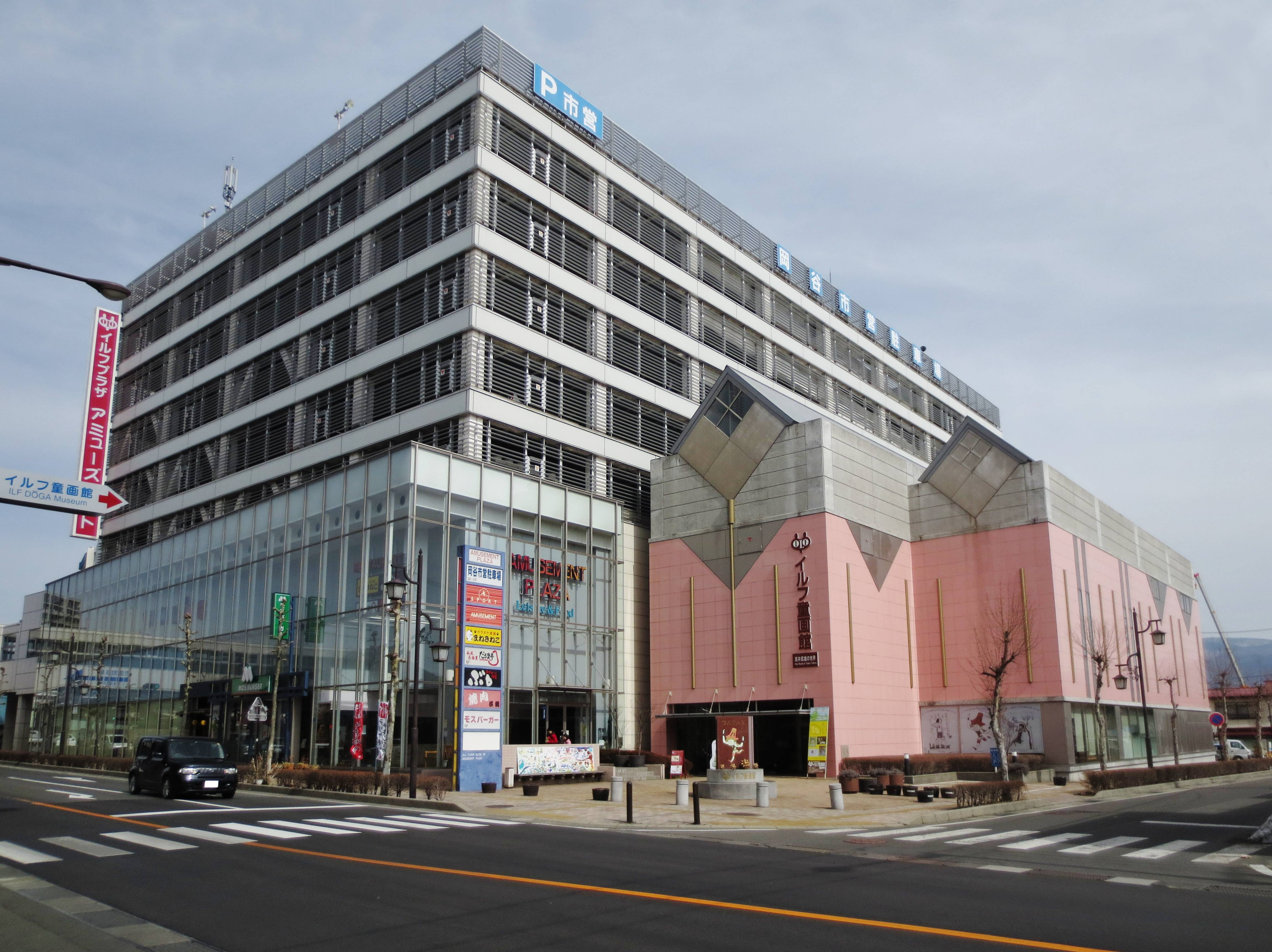
イルフプラザアミューズメント

イルフプラザアミューズメント管理組合が管理・運営する。2階のボウリング王国スポルト岡谷（ボウリング場）がメイン。岡谷市営駐車場（立体駐車場）を併設。
- 所在地：長野県岡谷市中央町2-2-1（北緯36度3分36.4秒 東経138度2分55.1秒 / 北緯36.060111度 東経138.048639度）

### 主なテナント
2階
- ボウリング王国スポルト岡谷[15] - ボウリング場

1階
- 遊スポット - ゲームセンター
- モスバーガー岡谷中央町店 - ファーストフード
- カラオケ本舗まねきねこ岡谷店
- 焼肉横綱 - 焼肉店
- おかやっこ酒場 ぶる - 居酒屋
- 居酒屋だるま亭 岡谷店 - 居酒屋
- しゅん（閉店等営業状況不明）